# Svatební hostina (film)
Svatební hostina (v originále 喜宴, pchin-jin: Xǐyàn) je americko-tchajwanský hraný film z roku 1993, který režíroval Ang Lee podle vlastního scénáře. Film popisuje osudy mladého Tchajwance, který před rodiči tají, že je gay. Snímek měl světovou premiéru na Mezinárodním filmovém festivalu v Berlíně.

## Děj
Waj Tung pochází z Tchaj-wanu a již 10 let žije v USA. Pracuje jako architekt a bydlí se svým přítelem Simonem v New Yorku. Waj Tungovi rodiče o jeho životě nic netuší a již dlouho se snaží sehnat mu nevěstu. Simon proto vymyslí, aby se Waj Tung fingovaně oženil s Wej Wej, která pochází z Číny a nemá povolení k pobytu. Tím by byli uspokojeni všichni. Rodiče se však rozhodnou přijet na svatbu osobně a doufají ve vystrojení tradiční svatby. Jsou zklamaní, když obřad proběhne v rychlosti na radnici. Nakonec přece jen vystrojí nákladnou svatební hostinu. V následujících dnech po ní však pravda vyjde postupně najevo.

## Obsazení
| Winston Chao          | Wai-Tung Gao |
| Mitchell Lichtenstein | Simon        |
| May Chin              | Wei-Wei      |
| Sihung Lung           | pan Gao      |
| Ah Lei Gua            | paní Gao     |

## Ocenění
- 1993: Zlatý medvěd na Berlinale
- 1993: Golden Space Needle Award na mezinárodním filmovém festivalu v Seattlu
- 1994: nominace na ceny Oscar (nejlepší cizojazyčný film) a Zlatý glóbus (nejlepší cizojazyčný film)